# Histoire des véhicules routiers à vapeur
 (octobre 2022).
Si vous disposez d'ouvrages ou d'articles de référence ou si vous connaissez des sites web de qualité traitant du thème abordé ici, merci de compléter l'article en donnant les références utiles à sa vérifiabilité et en les liant à la section « Notes et références ».
L'histoire des véhicules routiers à vapeur comprend le développement de véhicules mus par un moteur à vapeur pour une utilisation sur terre et indépendamment des rails, que ce soit pour un usage routier conventionnel, comme la voiture à vapeur et le wagon à vapeur, ou pour des travaux agricoles ou de transport lourd, comme le moteur de traction.

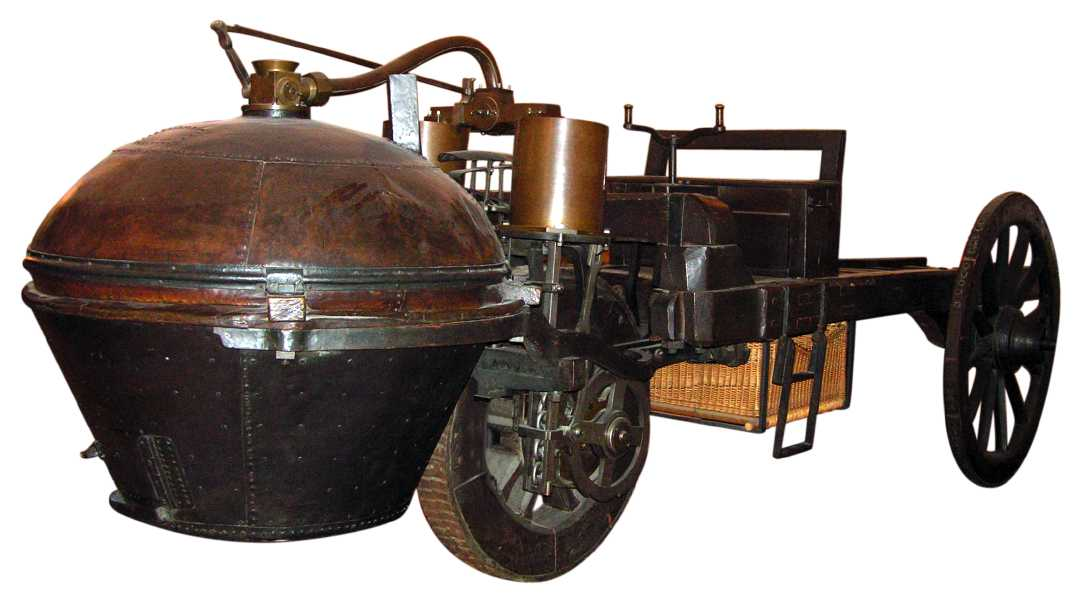
Le fardier de Cugnot, modèle de 1771, désormais conservé au musée des arts et métiers de Paris.

Les premiers véhicules expérimentaux ont été construits aux XVIIIe et XIXe siècles, mais ce n'est qu'après que Richard Trevithick ait développé l'utilisation de la vapeur à haute pression, vers 1800, que les moteurs à vapeur mobiles sont devenus une proposition pratique. La première moitié du XIXe siècle a vu de grands progrès dans la conception des véhicules à vapeur, et dans les années 1850, il était possible de les produire sur une base commerciale. Ces progrès ont été freinés par la législation qui limitait ou interdisait l'utilisation des véhicules à vapeur sur les routes. Néanmoins, les années 1880 à 1920 ont vu des améliorations continues dans la technologie des véhicules et les techniques de fabrication, et des véhicules routiers à vapeur ont été développés pour de nombreuses applications. Au XXe siècle, le développement rapide de la technologie des moteurs à combustion interne a entraîné la disparition de la machine à vapeur en tant que source de propulsion des véhicules sur une base commerciale, et relativement peu de véhicules sont restés en service après la Seconde Guerre mondiale. Beaucoup de ces véhicules ont été acquis par des passionnés pour être préservés, et de nombreux exemples existent encore. Dans les années 1960, les problèmes de pollution atmosphérique en Californie ont suscité une brève période d'intérêt pour le développement et l'étude des véhicules à vapeur comme moyen possible de réduire la pollution. En dehors de l'intérêt des amateurs de vapeur, des répliques occasionnelles et de la technologie expérimentale, aucun véhicule à vapeur n'est actuellement en production.
Les premiers véhicules à vapeur, qui étaient peu courants mais pas rares, présentaient des inconvénients considérables, vus d'un point de vue centenaire. Ils étaient lents à démarrer car il fallait faire bouillir de l'eau pour produire de la vapeur. Ils utilisaient un combustible sale (charbon) et dégageaient une fumée sale. Le combustible était encombrant et devait être mis sur le véhicule à la main, à l'aide d'une pelle. Le moteur avait besoin d'eau, et s'il était utilisé à pleine vitesse, il avait besoin d'eau plus souvent. La plupart des véhicules avaient des roues en métal et leur traction était loin d'être excellente. Ils étaient lourds. Comme dans un fourneau, il fallait enlever et éliminer les cendres chaudes. Dans la plupart des cas, l'utilisateur devait faire son propre entretien. La vitesse était lente, environ 20 miles (32 km) par heure, et l'accélération était très lente. En même temps, c'était de la "haute technologie" pour l'époque. Les développements ultérieurs ont constitué une grande amélioration, utilisant un carburant liquide plus propre (kérosène), étant équipés de condensateurs et de pneus en caoutchouc, et étant beaucoup plus légers.

## Les pionniers
Les premières recherches sur la machine à vapeur avant 1700 étaient étroitement liées à la recherche de véhicules et de navires autopropulsés. Les premières applications pratiques à partir de 1712 étaient des installations fixes fonctionnant à très basse pression, ce qui impliquait des moteurs de très grandes dimensions. La réduction de taille nécessaire pour le transport routier impliquait une augmentation de la pression de la vapeur avec tous les dangers que cela comportait, en raison de la technologie inadéquate des chaudières de l'époque. James Watt était un fervent opposant à la vapeur à haute pression. Avec Matthew Boulton, il a fait tout ce qu'il a pu pour dissuader William Murdoch de développer et de breveter sa voiture à vapeur construite et exploitée sous forme de modèle en 1784. En 1791, il a construit une voiture à vapeur plus grande qu'il a dû abandonner pour se consacrer à d'autres travaux.
Au cours de la dernière partie du XVIIIe siècle, de nombreuses tentatives ont été faites pour produire des véhicules autopropulsés dirigeables. Beaucoup sont restés à l'état de modèles. Les progrès ont été entravés par de nombreux problèmes inhérents aux véhicules routiers en général, tels que des revêtements routiers adéquats, une motorisation appropriée permettant un mouvement rotatif régulier, des pneus, une carrosserie résistant aux vibrations, le freinage, la suspension et la direction, entre autres. On peut dire que l'extrême complexité de ces questions a entravé les progrès pendant plus de cent ans, tout autant qu'une législation hostile.

### Voiture à vapeur Verbiest
Il est suggéré que Ferdinand Verbiest a construit ce qui pourrait être la première voiture à vapeur vers 1679, mais il existe très peu d'informations concrètes à ce sujet. Il semble également que le véhicule belge ait servi d'inspiration pour le successeur de la voiture à vapeur italienne Grimaldi (début 1700) et française Nolet (1748).

### Cugnot "Fardier à vapeur"
La "machine à feu pour le transport de wagons et surtout de l'artillerie" de Nicolas-Joseph Cugnot a été construite en deux versions, l'une en 1769 et l'autre en 1771, pour être utilisée par l'armée française. C'est le premier wagon à vapeur qui n'est pas un jouet et dont l'existence est connue. Le fardier de Cugnot, terme généralement appliqué à une charrette massive à deux roues destinée à transporter des charges exceptionnellement lourdes, devait être capable de transporter 4 tonnes et de se déplacer à une vitesse pouvant atteindre 4 km/h. Le véhicule était de type tricycle, avec deux roues arrière et une roue avant dirigeable commandée par un timon. Il existe de nombreuses preuves, datant de cette période, que ce véhicule a effectivement roulé, ce qui en fait probablement le premier à le faire, mais il est resté une expérience de courte durée en raison de son instabilité inhérente et de son incapacité à atteindre le niveau de performance spécifié par l'armée.

### Voiture à vapeur Symington
En 1786, William Symington a construit une voiture à vapeur.

### Voiture à vapeur Fourness et Ashworth
Un brevet britannique n° 1674 de décembre 1788 a été accordé pour une voiture à vapeur par Fourness et Ashworth.

### Voiture à vapeur Trevithick
En 1801, Richard Trevithick a construit un véhicule expérimental à vapeur (Puffing Devil) équipé d'un foyer enfermé dans la chaudière, avec un cylindre vertical, le mouvement de l'unique piston étant transmis directement aux roues motrices au moyen de bielles. Il pesait 1520 kg à pleine charge et pouvait atteindre une vitesse de 14,5 km/h (9 mph) sur le plat. Lors de son premier voyage, il a été laissé sans surveillance et s'est "autodétruit". Trevithick construisit bientôt le London Steam Carriage qui circula avec succès à Londres en 1803, mais l'entreprise ne suscita pas d'intérêt et disparut rapidement.
Dans le contexte du véhicule de Trevithick, un écrivain anglais du nom de "Mickleham" a inventé en 1822 le terme "machine à vapeur" :
"Il présente dans sa construction la plus belle simplicité de pièces, le choix le plus sagace de formes appropriées, l'arrangement et la connexion les plus pratiques et efficaces unissant la force à l'élégance, la solidité nécessaire à la plus grande portabilité, possédant une puissance illimitée avec une souplesse merveilleuse pour s'adapter à la résistance variable : il peut en effet être appelé le moteur à vapeur."

### Embarcation amphibie à vapeur d'Evans
En 1805, Oliver Evans a construit l'Oruktor amphibolos (littéralement creuseur amphibie), une drague à vapeur à fond plat qu'il a modifiée pour être autopropulsée sur l'eau et sur terre. On pense généralement qu'il s'agit du premier véhicule amphibie, et du premier véhicule routier à vapeur à fonctionner aux États-Unis. Cependant, aucun dessin de la machine n'a survécu, et les seuls comptes rendus de ses réalisations proviennent d'Evans lui-même. Une analyse ultérieure des descriptions d'Evans suggère que le moteur de 5 ch (3,7 kW) n'était probablement pas assez puissant pour déplacer le véhicule sur terre ou sur l'eau, et que la route choisie pour sa démonstration aurait bénéficié de la gravité, des courants de la rivière et des marées pour aider à la progression des véhicules. La drague n'a pas été un succès, et après quelques années d'inactivité, elle a été démantelée pour les pièces.

### La voiture à vapeur Summers et Ogle
Vers 1830 ou 1831, Summers and Ogle, basé à la Iron Foundry, Millbrook, Southampton, a fabriqué deux voitures à vapeur à trois roues.
En 1831, Nathaniel Ogle, de la société, a témoigné sur la voiture à vapeur devant le "Select Committee of the House of Commons on Steam Carriages".
En 1832, une de leurs voitures à vapeur a traversé Oxford pour se rendre à Birmingham et Liverpool.
Un article de journal de juin 1833 décrit une démonstration à Londres :
Samedi dernier, M. Nathaniel Ogle, accompagné de plusieurs dames, ainsi que de M. G Burdett, M. Macgary, M. C Bischoff, M. Babbage et d'autres messieurs, a quitté le bazar de King Street, Portman Square, pour rendre visite à M. Rothschild dans sa résidence de Stamford Hill. Le véhicule, bien qu'il ait parcouru près de six cents miles sur les routes, est en bon état. Une petite quantité de vapeur perdue était perceptible au début, jusqu'à ce que les chaudières et la carcasse soient chaudes. La distance, sept milles, a été franchie, malgré l'état encombré des routes, en trente et une minutes, et la montée soudaine et étroite vers M. Rothschild a été faite avec une précision parfaite, ce qui n'était guère attendu d'un véhicule aussi long et lourd. Le groupe a été très urbanistiquement et gentiment reçu par Mme et M. Rothschild, et après avoir pris des rafraîchissements, est retourné à Baker street.

## Les premiers services de voitures à vapeur
Les services de transport à vapeur exploités en Angleterre dans les années 1830, principalement par des associés de Sir Goldsworthy Gurney et par Walter Hancock, entre autres, et en Écosse par John Scott Russell, ont connu un succès commercial plus important que celui de la voiture de Trevithick. Cependant, les lourds péages routiers imposés par les Turnpike Acts ont découragé les véhicules routiers à vapeur et ont permis, pendant une courte période, le maintien du monopole de la traction hippomobile jusqu'à l'établissement des grandes lignes ferroviaires dans les années 1840 et 1850.
Sir James C. Anderson et son partenaire ingénieur Jasper Wheeler Rogers ont été les premiers à introduire des véhicules à vapeur en Irlande. Rogers et Anderson ont créé leurs versions de ces dispositifs dans les années 1830 et au début des années 1840, où ils ont plaidé pour un réseau de transport à l'échelle de l'île qui utiliserait les routes des cars postaux d'Irlande. Un article paru en 1838 dans le Cork Southern Reporter sur le "steam drag, or carriage for common roads" d'Anderson raconte comment Anderson et son père (tous deux originaires de Buttevant Castle) ont dépensé "une fortune pour construire vingt-neuf voitures infructueuses et réussir la trentième". Jasper Rogers a construit ses voitures à vapeur irlandaises dans une ancienne usine de verre à silex, Fort Chrystal, située sur ce que l'on appelle aujourd'hui l'East Wall de Dublin.
Dans le cadre de leur intérêt pour l'amélioration du transport des biens et des personnes en Irlande, Rogers et Anderson préconisaient particulièrement les véhicules individuels à vapeur, car les opérateurs, le personnel du réseau routier et les équipes de travail nécessaires à l'entretien du système étaient beaucoup plus nombreux que ceux utilisés par un système ferroviaire seul, à une époque où Rogers et Anderson essayaient de maximiser l'emploi salarié irlandais. Ils pouvaient voir que leur concurrent immédiat, le chemin de fer, diminuerait considérablement les besoins en main-d'œuvre au sein des infrastructures de transport de l'Irlande. De même, un système ferroviaire national réduirait, au lieu de les développer, les destinations de voyage à l'intérieur de l'île. Le système de véhicules à vapeur de Rogers et d'Anderson nécessitait de nombreuses gares routières pour le ravitaillement en carburant et en eau fraîche, et en même temps, ces gares pouvaient abriter une "police routière" ainsi que des dépôts télégraphiques. Essentiellement, la plupart des villages irlandais, aussi éloignés soient-ils, participeraient à ce grand réseau de véhicules à vapeur. Les habitants pourraient gagner de l'argent supplémentaire en transportant des pierres jusqu'aux stations-service, pierres qui seraient utilisées pour construire, réparer ou entretenir les routes. En outre, chaque village aurait besoin d'une équipe locale de réparation des routes.

## Application militaire des véhicules routiers à vapeur
Pendant la guerre de Crimée (1853-1856), un moteur à traction était utilisé pour tirer plusieurs camions ouverts.
Dans les années 1870, de nombreuses armées ont expérimenté des tracteurs à vapeur tirant des trains routiers de wagons de ravitaillement.
En 1898, des trains de traction à vapeur comptant jusqu'à quatre wagons étaient utilisés lors de manœuvres militaires en Angleterre.
En 1900, John Fowler & Co. a fourni des trains routiers blindés aux forces britanniques pendant la deuxième guerre des Boers.

## L'ère victorienne de la vapeur
Bien que les ingénieurs aient mis au point d'ingénieux véhicules routiers à vapeur, ils n'ont pas bénéficié du même niveau d'acceptation et d'expansion que la puissance de la vapeur en mer et sur les chemins de fer au milieu et à la fin du 19e siècle de "l'âge de la vapeur".
En 1841, Ransomes a construit une machine à vapeur portable, c'est-à-dire une machine à vapeur agricole sur roues, transportée de ferme en ferme par des chevaux. L'année suivante, Ransomes l'a automatisé et a fait en sorte que le moteur se conduise lui-même jusqu'aux fermes.
Une législation sévère a pratiquement éliminé les véhicules à propulsion mécanique des routes de Grande-Bretagne pendant 30 ans, la loi sur les locomotives de 1861 imposant aux "locomotives de route" des limites de vitesse restrictives de 8 km/h (5 mph) dans les villes et de 16 km/h (10 mph) à la campagne. En 1865, la loi sur les locomotives de la même année (la fameuse loi sur le drapeau rouge) a encore réduit les limites de vitesse à 6,4 km/h à la campagne et à seulement 3,2 km/h dans les villes, en exigeant en outre qu'un homme portant un drapeau rouge (ou une lanterne rouge pendant les heures d'obscurité) précède chaque véhicule. En même temps, la loi donne aux autorités locales le pouvoir de spécifier les heures pendant lesquelles un tel véhicule peut utiliser les routes. Les seules exceptions sont les tramways qui, à partir de 1879, sont autorisés sous licence par le Board of Trade.
En France, la situation est radicalement différente de la portée de l'arrêté ministériel de 1861 autorisant formellement la circulation des véhicules à vapeur sur les routes ordinaires. Si cela a permis des avancées technologiques considérables tout au long des années 1870 et 1880, les véhicules à vapeur restent néanmoins rares.
Dans une certaine mesure, la concurrence du réseau ferroviaire performant a réduit le besoin de véhicules à vapeur. À partir des années 1860, l'attention s'est davantage portée sur le développement de diverses formes de moteurs à traction qui pouvaient être utilisés soit pour des travaux stationnaires tels que le sciage du bois et le battage, soit pour le transport de charges trop volumineuses pour être acheminées par rail. Des camions à vapeur ont également été développés mais leur utilisation était généralement limitée à la distribution locale de matériaux lourds tels que le charbon et les matériaux de construction à partir des gares et des ports.

### Voiture à vapeur Rickett of Buckingham
En 1854, Thomas Rickett of Buckingham a construit la première de plusieurs voitures à vapeur et en 1858, il a construit la deuxième. Au lieu de ressembler à une voiture à vapeur, elle ressemblait à une petite locomotive. Elle se composait d'un moteur à vapeur monté sur trois roues : deux grandes roues arrière motrices et une roue avant plus petite grâce à laquelle le véhicule était dirigé. Le poids de la machine était de 1,5 tonne, un peu plus léger que la voiture à vapeur de Rickett. L'ensemble était entraîné par une chaîne de transmission et une vitesse maximale de douze miles par heure était atteinte.
Deux ans plus tard, en 1860, Rickett construisit un véhicule similaire mais plus lourd. Ce modèle incorporait une transmission par engrenage à éperon au lieu de la chaîne. Dans sa conception finale ressemblant à une locomotive ferroviaire, les cylindres étaient couplés directement à l'extérieur des manivelles de l'essieu moteur.

### Voiture à vapeur Roper
Sylvester H. Roper s'est promené dans Boston, Massachusetts, sur une voiture à vapeur qu'il a inventée en 1863. L'une de ses voitures à vapeur de 1863 est allée au Henry Ford Museum, où elle était en 1972 la plus ancienne voiture de la collection. Vers 1867-1869, il a construit un vélocipède à vapeur, qui pourrait avoir été la première moto. Roper est mort en 1896 d'une insuffisance cardiaque alors qu'il testait une version ultérieure de sa moto à vapeur.

### Voiture à vapeur Manzetti
En 1864, l'inventeur italien Innocenzo Manzetti a construit une voiture à vapeur routière. Il avait la chaudière à l'avant et un moteur monocylindre.

### Holt Road steamer
H.P. Holt a construit un petit bateau à vapeur routier en 1866. Capable d'atteindre une vitesse de vingt miles par heure sur des routes plates, il avait une chaudière verticale à l'arrière et deux moteurs séparés à deux cylindres, chacun entraînant une roue arrière au moyen d'une chaîne et de roues dentées.

### Buggy à vapeur Taylor
En 1867, le bijoutier canadien Henry Seth Taylor a fait la démonstration de son buggy à vapeur à quatre roues à la foire de Stanstead, au Québec, puis l'année suivante. La base du buggy qu'il a commencé à construire en 1865 était un chariot à roues hautes avec des renforts pour soutenir un moteur à vapeur à deux cylindres monté sur le plancher.

### Vélocipède à vapeur Michaux-Perreaux
Vers 1867-1869, en France, une machine à vapeur commerciale Louis-Guillaume Perreaux est fixée à un vélocipède à armature métallique de Pierre Michaux, créant ainsi le vélocipède à vapeur Michaux-Perreaux. Avec le vélocipède à vapeur Roper, il s'agit peut-être de la première moto. Le seul vélocipède à vapeur Michaux-Perreaux réalisé se trouve au Musée de l'Île-de-France, à Sceaux, et a été inclus dans l'exposition The Art of the Motorcycle à New York en 1998.

### Voiture à vapeur Knight of Farnham
En 1868-1870, John Henry Knight of Farnham a construit une voiture à vapeur à quatre roues qui, à l'origine, ne disposait que d'un moteur monocylindre.

### Voiture à vapeur Catley et Ayres de York
En 1869, un petit véhicule à trois roues propulsé par un moteur horizontal à deux cylindres qui entraînait l'essieu arrière par un engrenage droit, une seule roue arrière était entraînée, l'autre tournant librement sur l'essieu. Une chaudière à tube à feu vertical était montée à l'arrière avec une enveloppe en cuivre poli au-dessus du foyer et de la cheminée, la chaudière était enfermée dans une enveloppe en acajou. Le poids n'était que de 19 cwt et la roue avant était utilisée pour la direction.

### Thomson of Edinburgh Road steamer
En 1869, le vapeur routier construit par Robert William Thomson d'Edimbourg est devenu célèbre parce que ses roues étaient chaussées de lourds pneus en caoutchouc plein. Les premiers vapeurs routiers de Thomson, fabriqués dans son petit atelier de Leith, étaient équipés de trois roues, la petite roue unique à l'avant se trouvant directement sous le volant. Les pneus, d'une épaisseur de 125 mm (4,92 in), étaient ondulés à l'intérieur et adhéraient à la roue par friction. Il s'est alors adressé à T. M. Tennant and Co de Bowershall Iron and Engine Works, Leith, pour leur fabrication, mais comme ils ne pouvaient pas répondre à la demande en 1870, une partie de la production a été transférée à Robey & Co de Lincoln. Au cours des deux années suivantes, Robey a construit 32 de ces véhicules, qui étaient des versions de 8 ou 12 chevaux-vapeur (6,0 ou 8,9 kW). Une grande partie d'entre eux ont été exportés. L'un d'entre eux est envoyé en Italie (pour une expérience de transport public à Bergame), trois en Autriche (Vienne) et d'autres en Turquie, en Australie, en Nouvelle-Zélande, en Inde, en Irlande, au Chili, en Russie (Moscou) et en Grèce. Un autre véhicule à vapeur Thomson a été construit en 1877, mais à part les moteurs de traction, Robeys semble avoir cessé de fabriquer des véhicules routiers à vapeur jusqu'en 1904, date à laquelle ils ont commencé à fabriquer des camions routiers à vapeur.

### Kemna de la route de la Prusse orientale à vapeur
En 1871, Julius Kemna, un industriel allemand, a commencé à vendre des systèmes de battage à vapeur anglais. Quelques années plus tard, Kemna a commencé à produire divers autres véhicules à vapeur (tels que des rouleaux compresseurs) mais aussi des machines de labour à vapeur et des bateaux à vapeur routiers de grande qualité.

### Autobus à vapeur Randolph of Glasgow
En 1872, un autocar à vapeur de Charles Randolph of Glasgow pesait quatre tonnes longues et demie (5,0 tonnes courtes ; 4,6 t), mesurait 15 pieds (4,57 m) de long, mais avait une vitesse maximale de seulement six miles par heure (9,7 km/h). Deux moteurs verticaux à deux cylindres, indépendants l'un de l'autre, entraînaient chacun l'une des roues arrière par un engrenage droit. L'ensemble du véhicule était fermé et équipé de fenêtres tout autour, pouvait transporter six personnes, et disposait même de deux miroirs de conduite pour observer le trafic s'approchant par l'arrière, le premier exemple enregistré d'un tel dispositif.

### Autobus à vapeur Bollée
De 1873 à 1883, Amédée Bollée, du Mans, a construit une série de véhicules de passagers à vapeur capables de transporter 6 à 12 personnes à des vitesses allant jusqu'à 60 km/h (37 mph), portant des noms tels que La Rapide, La Nouvelle, La Marie-Anne, La Mancelle et L'Obéissante. Pour L'Obéissante, la chaudière était montée derrière l'habitacle, le moteur se trouvant à l'avant du véhicule, entraînant le différentiel par un arbre avec transmission par chaîne vers les roues arrière. Le conducteur était assis derrière le moteur et se dirigeait au moyen d'une roue montée sur un arbre vertical. L'aménagement ressemblait davantage aux voitures à moteur beaucoup plus tardives qu'aux autres véhicules à vapeur. De plus, en 1873, elle était équipée d'une suspension indépendante aux quatre coins.

### Voiture à vapeur Grenville de Glastonbury
En 1875-1880, R. Neville Grenville of Glastonbury a construit un véhicule à vapeur à trois roues qui roulait à un maximum de 15 miles par heure (24 km/h). Ce véhicule existe toujours, conservé pendant de nombreuses années au Bristol City Museum mais depuis 2012 au National Motor Museum, Beaulieu.

### Voiture à vapeur Cederholm of Sweden
En 1892, le peintre Joens Cederholm et son frère André, un forgeron, conçoivent leur première voiture, une biplace, introduisant un condensateur en 1894. Ce n'est pas un succès.

### Voiture à vapeur Shearer of South Australia
À partir de 1894, David Shearer a conçu et construit la première voiture en Australie. Elle était capable de rouler à 15 miles par heure (24 km/h) dans les rues d'Adélaïde, en Australie-Méridionale. La chaudière, de sa propre conception, était une chaudière horizontale de type semi-flash. La direction était assurée par un timon et une photographie du véhicule montre qu'il transportait huit passagers. L'article de presse sur la voiture présente un dessin en coupe de la conception. Le premier essai routier officiel de la voiture a eu lieu en 1899.

### Véhicules à vapeur De Dion et Bouton
La mise au point par Léon Serpollet de la chaudière à vapeur instantanée a entraîné l'apparition de divers tricycles et quadricycles à vapeur de petite taille à la fin des années 80 et au début des années 90, notamment par de Dion et Bouton. Ces véhicules ont participé avec succès à des courses de longue distance, mais ils ont rapidement été confrontés à la concurrence féroce des voitures à moteur à combustion interne développées, notamment par Peugeot, qui ont rapidement accaparé la majeure partie du marché populaire. Face à l'afflux de voitures à combustion interne, les partisans de la voiture à vapeur ont dû livrer un long combat d'arrière-garde qui a duré jusqu'aux temps modernes.

### Locomobile Company of America
Cette entreprise américaine a acheté les brevets des frères Stanley et a commencé à construire ses buggies à vapeur de 1898 à 1905. La Locomobile Company of America s'est lancée dans la construction de voitures à gaz et a duré jusqu'à la Dépression.

### Stanley Motor Carriage Company
En 1902, les jumeaux Francis E. Stanley (1849-1918) et Freelan O. Stanley ont créé la Stanley Motor Carriage Company. Ils ont fabriqué des modèles célèbres tels que la Stanley Rocket de 1906, la Stanley K Raceabout de 1908 et la Stanley Steam Car de 1923.

## Début et milieu du 20e siècle
Pour une histoire plus détaillée des voitures à vapeur du 20e siècle, voir voiture à vapeur.
En 1906, le record de vitesse sur terre a été battu par une voiture à vapeur Stanley, pilotée par Fred Marriott, qui a atteint 204 km/h (127 mph) à Ormond Beach, en Floride. Cette "semaine de la vitesse", qui dure une semaine, est le précurseur de l'actuel Daytona 500. Ce record n'a pas été dépassé par un véhicule terrestre avant 1910, et est resté le record du monde de vitesse à vapeur jusqu'au 25 août 2009.

### Voiture à vapeur double
Des tentatives ont été faites pour mettre sur le marché des voitures à vapeur plus perfectionnées, la plus remarquable étant la voiture à vapeur Doble qui réduisait très sensiblement le temps de démarrage en incorporant un générateur de vapeur monotube très efficace pour chauffer une quantité d'eau beaucoup plus petite, ainsi qu'une automatisation efficace du contrôle du brûleur et de l'alimentation en eau. En 1923, les voitures à vapeur de Doble pouvaient être démarrées à froid en tournant une clé et repartir en 40 secondes ou moins.

### Voiture à vapeur Paxton Phoenix
Abner Doble a développé le moteur Doble Ultimax pour la voiture à vapeur Paxton Phoenix, construite par la division d'ingénierie Paxton de McCulloch Motors Corporation, Los Angeles. Sa puissance maximale soutenue était de 120 ch (89 kW). Le projet a finalement été abandonné en 1954.

### Déclin du développement des voitures à vapeur
Les voitures à vapeur sont devenues moins populaires après l'adoption du démarreur électrique, qui a éliminé la nécessité d'utiliser une manivelle pour démarrer les voitures à essence. L'introduction de la production de masse à la chaîne par Henry Ford, qui a considérablement réduit le coût de possession d'une automobile conventionnelle, a également joué un rôle important dans la disparition de la voiture à vapeur, car le modèle T était à la fois bon marché et fiable.

## Fin du 20e siècle
Voir voiture à vapeur#Pollution de l'air, crises du carburant, résurgence et enthousiastes

### Renouvellement de l'intérêt
En 1968, un regain d'intérêt s'est manifesté, parfois suscité par des techniques nouvellement disponibles. Certaines de ces conceptions utilisaient des chaudières à tubes d'eau plus sûres et plus réactives. Un prototype de voiture a été construit par Charles J. & Calvin E. Williams d'Ambler, Pennsylvanie. D'autres voitures à vapeur très performantes ont été construites par Richard J. Smith de Midway City, en Californie, et par A.M. et E. Pritchard de Caulfeld, en Australie. Des entreprises/organisations telles que Controlled Steam Dynamics de Mesa, Arizona, General Motors, Thermo-Electron Corp. de Waltham, Massachusetts, et Kinetics Inc. de Sarasota, Floride, ont toutes construit des moteurs à vapeur à hautes performances au cours de la même période. Bill Lear a également commencé à travailler sur une turbine à vapeur à circuit fermé pour alimenter les voitures et les bus, et a construit un bus de transit et converti une berline Chevrolet Monte Carlo pour utiliser ce système de turbine. Il a construit un bus de transit et a converti une berline Chevrolet Monte Carlo pour utiliser ce système de turbine. Il a utilisé un fluide de travail breveté appelé Learium, probablement un chlorofluorocarbone similaire au fréon de DuPont.
En 1970, une variante de la voiture à vapeur a été fabriquée par Wallace L. Minto, qui utilise le fluorocarbone Ucon U-113 comme fluide de travail au lieu de l'eau. Cette voiture a été appelée la voiture Minto.

### Record de vitesse terrestre
Le 25 août 2009, une équipe d'ingénieurs britanniques du Hampshire a fait rouler leur voiture à vapeur "Inspiration" sur la base aérienne d'Edwards, dans le désert de Mojave, et a atteint une moyenne de 139,84 mph (225,05 km/h) sur deux parcours, conduite par Charles Burnett III. La voiture mesurait 7,62 m (25 ft 0 in) de long et pesait 3 000 kg (6 614 lb). Construite en fibre de carbone et en aluminium, elle contenait 12 chaudières et plus de 3,2 km de tuyaux à vapeur.